# Puiggariella
Puiggariella là một chi rêu trong họ Hypnaceae.